# MV Esperanza
Pour les articles homonymes, voir Esperanza.
 (octobre 2011).
Si vous disposez d'ouvrages ou d'articles de référence ou si vous connaissez des sites web de qualité traitant du thème abordé ici, merci de compléter l'article en donnant les références utiles à sa vérifiabilité et en les liant à la section « Notes et références ».
Le MV Esperanza est un navire de la flotte Arc-en-Ciel de Greenpeace.
Précédemment, c'était un navire de lutte contre les incendies appartenant à la marine russe, construit en 1984 aux chantiers de construction navale de Stocznia Polnocna à Gdansk. Il a été remis en état en 2000 et lancé en 2002 après avoir été nommé Esperanza (ce qui signifie espoir en espagnol) par les visiteurs du site de Greenpeace. Il a été profondément transformé afin de le rendre plus respectueux de l'environnement. D'autre part, une plate-forme à hélicoptères et des grues ont été ajoutées.
L'Esperanza est classé brise-glace, ce qui lui donne la capacité de travailler dans les régions polaires. Sa vitesse maximale est de 16 nœuds et sa longueur hors-tout de 72,3 m. C'était durant son époque d'activité le navire le plus rapide et le plus important de la flotte de Greenpeace. Il est enregistré comme yacht à moteur.
Il a servi dans de nombreuses campagnes dont un voyage de 14 mois autour du monde visant à mettre en évidence les dommages subis par les océans.
Début 2022, Greenpeace annonce que le bateau cesse ses activités et qu'il va être démantelé à Gijón, en Espagne, dans le respect des normes environnementales.

## Équipement vidéo à bord
Greenpeace a ajouté une webcam sur l'Esperanza en 2006. Elle est située sur la partie avant du navire et envoie une nouvelle image toutes les minutes sur le site de Greenpeace.
En avril 2006, l'Esperanza a été équipé suivant l'état de l'art d'équipements de surveillance sous-marine, comprenant un engin télécommandé Remote Operated Vehicle (ROV), qui peut filmer jusqu'à une profondeur de 300 mètres, et une caméra capable d'atteindre des profondeurs de 1 000 mètres.

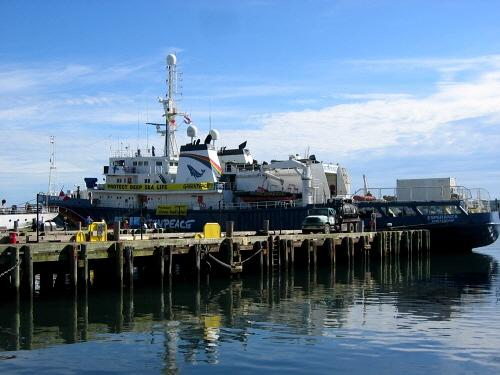
LEsperanza au Museum Wharf à Halifax, Nouvelle-Écosse, Canada.

## Sources
- (en) Cet article est partiellement ou en totalité issu de l’article de Wikipédia en anglais intitulé « MV Esperanza » (voir la liste des auteurs).